# فيربتي
فيربتي هو إله النار في ألبانيا. اسمه يعني «الرجل الأعمى». وكان يعرف أيضا باسم شين فيربتي Shën Verbti («المقدس الأعمى») أو رموريا Rmoria في بعض الأجزاء من ألبانيا. في الفلكلور الألبني هو يملك سمع ممتاز ويكره الكلام الفاسق والفساد. عند التبشير أهين بأنه شيطان وأن له صلة بالجحيم.